# 佛岩寺摩崖造像
陳食佛岩寺摩崖造像位於重慶市永川縣陳食區，文物遺址年代為宋，1987年1月23日列為重慶市第二批市級文物保護單位初定名單。1992年3月19日列為重慶市第二批市級文物保護單位。2009年12月15日列為第二批重慶市文物保護單位。